# Carria incarinata
Carria incarinata là một loài tò vò trong họ Ichneumonidae.